# Marguerite Coppin

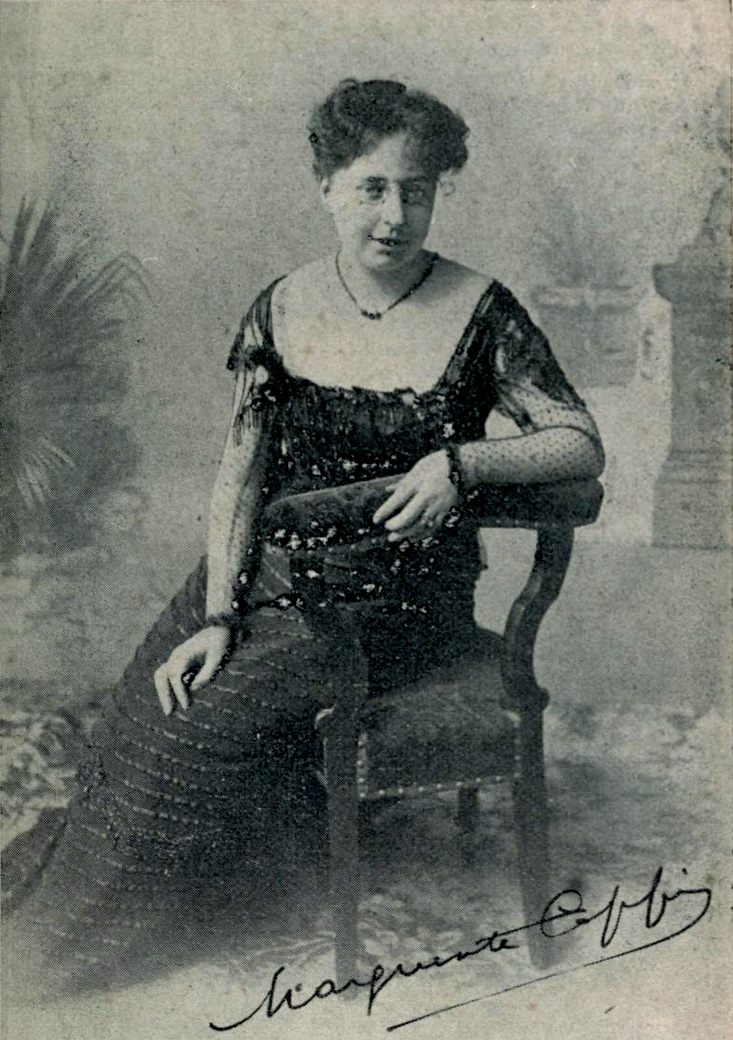
Marguerite Coppin, Fotografie, ca. 1908

Marguerite Aimée Rosine Coppin (* 2. Februar 1867 in Saint-Josse-ten-Noode; † 1931 in England) war eine belgische Feministin, Dichterin, Romanautorin, Theosophin und Übersetzerin.

## Leben
Marguerite Aimée Rosine Coppin wurde als Tochter von Charles-Henri Coppin, einem Spitzenhändler, geboren in Wijtschate, und Marie Lehaut, geboren in Esquermes heute ein Stadtteil von Lille. Sie besucht die klassische Ausbildung für junge Mädchen bei Isabelle Gatti de Gamond in Brüssel.
1885 heiratete sie den Franzosen Lucien Hermite, aber die Ehe wurde bereits 1889 aus unbekannten Gründen annulliert.
Sie wurde Lehrerin und arbeitete 1891 für eine wohlhabende Familie in Österreich. Im Jahr darauf, nach dem Tod ihres Vaters, zog sie mit ihrer Mutter nach Brügge und unterrichtete die englischen Einwohner der Stadt in Französisch.
Ihre ersten Romane wurden ohne Autorennamen veröffentlicht. Der erste, Initiation, erschien als Fortsetzungsroman in La Revue de Belgique, die zu dieser Zeit von Eugène Van Bemmel (1824–1880), einem Genter Liberalen und Professor an der Freien Universität Brüssel, geleitet wurde. Damit geriet sie in den Bereich des Freidenkertums und der belgischen Großloge Grand Orient de Belgique.
1889 veröffentlichte sie Ressort cassé bei Henry Kistemaekers, ein schillernder, manchmal provokativer, aber vor allem mutiger Verleger: Er war der Verleger der Kommunarden und der Naturalisten in ihrer Anfangszeit. Der Roman handelt von einem Schulmädchen, das eine Liebesbeziehung zu einer ihrer Lehrerinnen hat. Im Jahr darauf erschien Le Troisième sexe (Das dritte Geschlecht), das einen Skandal auslöste. Die libertinen Eskapaden ihrer Heldin „Nuit d'Ide“ erregten den Zorn der belgischen Justiz, die das Buch beschlagnahmte und einen Prozess wegen Verstoßes gegen die guten Sitten einleitete. 1892 wurde das Verfahren eingestellt, doch der Ruf der Autorin litt darunter. Sie signierte nun ihre Texte, war aber vorsichtiger und wurde zu einer angesehenen Persönlichkeit des Provinzlebens. Sie verlagerte ihr Schreiben hauptsächlich auf die Lyrik.
1891 erhielt sie zusammen mit George Garnir den Prix de l'union littéraire.
Vor Marguerite Coppin gibt es außerhalb Frankreichs nur wenige Frauen, die auf Französisch schrieben, und sie ist eine der wenigen Dichterinnen, die über die Liebe zwischen Liebenden schreibt und dafür plädiert, dass es besser ist zu lieben, als geliebt zu werden. Trotz einer gewissen Kühnheit behielt sie die weiblichen Stereotypen des 19. Jahrhunderts bei, wie Alphonse Séché feststellt: Par ces temps de féminisme aigu, Mademoiselle Coppin a la lâche audace d'être satisfaite du rôle que l'homme force la femme à jouer dans la société […] Être la compagne, la consolatrice, l'inspiratrice et l'appui de l'homme aimé […]. In ihren Romanen drückt sie eine Ablehnung der fleischlichen Liebe aus, die den Frauen in der Ehe aufgezwungen wird, die ihnen eine soziale Stellung verleiht, ohne sie zu verantwortungsbewussten Wesen zu machen, und zeigt eine gewisse Verachtung für Frauen.
Coppin arbeitete für verschiedene Literaturzeitschriften und Zeitungen, darunter das Carillon aus Ostende und das Journal de Bruges. In den Jahren 1894–1896 war sie eine der wichtigsten Mitarbeiterinnen von La Flandre Littéraire, einer Publikation von Edouard Daveluy. Sie hielt auch Vorträge, unter anderem für den Cercle Littéraire Excelsior.
1902 wird sie – wahrscheinlich dank Caroline Boussart, der Frau eines ihrer Verleger, Philippe Christian Popp van Schaalkwijk – damit beauftragt, den amerikanischen Bestseller In Tune With The Infinite von Ralph Waldo Trine ins Französische zu übersetzen. Das Buch war ein Favorit von Königin Victoria und Janet Gaynor. Henry Ford führte seinen geschäftlichen Erfolg auf die Ideen zurück, die er in dem Buch gefunden hätte, und verteilte es an alle seine Freunde und Bekannten. Die Übersetzung wurde 1902 von Fischbacher in Paris unter dem Titel À l'unisson de l'infini veröffentlicht.
1905 wird sie Offizier des Ordre des Palmes Académiques.
Bei Ausbruch des Ersten Weltkriegs floh sie mit ihrer Mutter nach England. Ihre Mutter starb während des Krieges und Marguerite Coppin ließ sich dort dauerhaft in England nieder. Sie unterrichtete Französisch, widmete sich der Theosophie und übersetzte ins Englische. Ihr Interesse an Anthroposophie und Theosophie zeigt sich in ihren Romanen. Sie wird vom in Order of the Star in the East aufgenommen, einem Orden, der 1914 von Rudolf Steiner und Helena Blavatsky in Benares gegründet wurde.
Marguerite Coppin starb 1931 in England.

## Werke (Auswahl)
- Ressort cassé, 1889
- Le Troisième Sexe' suivi de Hors Sexe, 1890
- Solesme seul aysme, 1891
- Initiation, 1895
- Poèmes de femme, 1896
- Maman et autres poëmes, 1898
- Initiation nouvelle, 1898
- Le triomphal amour, 1899
- Ralph Waldo Trine: À l'unisson de l'infini  (Übersetzung), 1902
- Monsieur Benoiton, docteur, 1909
- Nouveaux poèmes, 1911
- Contes sur l'histoire de Belgique, 1914